# در جهنم (فیلم)
در جهنم (به انگلیسی: In Hell) یک فیلم ویدئویی آمریکایی در سبک فیلم زندان و اکشن محصول سال ۲۰۰۳ به کارگردانی رینگو لام با بازی ژان کلود ون دام است.  این سومین و آخرین همکاری کارگردان هنگ کنگی (رینگولام) و ژان کلود ون دام می‌باشد. این فیلم در تاریخ ۲۵ نوامبر ۲۰۰۳ در ایالات متحده آمریکا به صورت نسخه دی‌وی‌دی منتشر شد.

## داستان
در یک زندان مخوف که زندانی‌ها باید برای سرگرمی نگهبانان، تا سرحد مرگ با هم مبارزه کنند، مردی به نام «کایل» سعی دارد جان سالم به در ببرد…

## بازیگران
- ژان کلود ون دام در نقش کایل[۳]
- لارنس تیلور در نقش زندانی ۴۵۱[۴]